# René Privat
Pour les articles homonymes, voir Privat.
René Privat est un coureur cycliste français, né le 4 décembre 1930 à Coux (Ardèche) et mort le 19 juillet 1995 au Puy-en-Velay (Haute-Loire).
Après avoir débuté au Vélo Club Privadois avec le champion local Michel Malleval, il signe à l'Union cycliste valentinoise. Il fait ses débuts de coureur professionnel en 1953. 
Il a notamment remporté Milan-San Remo en 1960 et quatre étapes du Tour de France.

## Palmarès
- 1952
  - 3e étape du Circuit des six provinces
- 1953
  - 5e étape du Tour de l'Ouest
  - Circuit Drôme-Ardèche
  - 3e du Tour de l'Ouest
- 1954
  - 2ea étape du Critérium du Dauphiné libéré
  - Circuit du Mont-Blanc
- 1955
  - Gênes-Nice
  - Critérium national
  - 5e étape du Tour du Sud-Est
  - 1re étape du Critérium du Dauphiné libéré
  - 2e étape de Lyon-Montluçon-Lyon
  - 2e du Tour du Sud-Est
  - 2e du Circuit du Morbihan
  - 3e du Grand Prix de Cannes
  - 4e du Critérium du Dauphiné libéré
  - 6e de Paris-Nice
- 1956
  - Boucles de la Seine
  - Grand Prix de Vals-les-Bains
  - Circuit de l'Ain
  - Grand Prix du Pneumatique
  - 2e du Circuit de la Haute-Savoie
  - 2e du Grand Prix du Midi libre
  - 2e du championnat de France sur route
  - 2e du Tour du Loiret
  - 2e du Tour de Haute-Savoie
  - 2e du Challenge Yellow
  - 5e du Critérium du Dauphiné libéré
  - 9e de Paris-Nice
  - 9e du Tour de France
- 1957
  - Paris-Limoges
  - 1re étape du Critérium du Dauphiné libéré
  - 2e, 3e (contre-la-montre par équipes), 11e et 15e étapes du Tour de France
  - 2e de la Flèche wallonne
  - 2e du Critérium du Dauphiné libéré
- 1958
  - Tour du Var :
    - Classement général
    - 1re étape
- 1959
  - Tour du Sud-Est :
    - Classement général
    - 1re étape

  - Grand Prix Stan Ockers
  - 2e étape du Tour du Var
  - 2e de Gênes-Nice
  - 2e du Prestige Pernod
  - 3e du championnat de France sur route
  - 3e du Challenge de France
- 1960
  - Milan-San Remo
  - 5e étape du Tour du Sud-Est
  - 2e étape du Tour de France
  - Ronde de Seignelay
  - 3e du Grand Prix Stan Ockers
  - 7e de Liège-Bastogne-Liège
  - 8e de Paris-Nice
  - 8e du Super Prestige Pernod
- 1961
  - 8e du Critérium du Dauphiné libéré
- 1962
  - 2e des Boucles roquevairoises
  - 2e du Tour du Sud-Est

## Résultats sur les grands tours

### Tour de France
8 participations
- 1953 : abandon (13e étape)
- 1954 : 52e
- 1956 : 9e
- 1957 : 31e, vainqueur des 2e, 3e (contre-la-montre par équipes), 11e et 15e étapes,  maillot jaune pendant 3 jours (dont une demi-étape)
- 1958 : 60e
- 1959 : abandon (16e étape)
- 1960 : abandon (13e étape), vainqueur de la 2e étape
- 1961 : abandon (2e étape)